# Střední Papua
Jihozápadní Papua (indonésky Provinsi Papua Tengah) je jedna z provincií Indonésie. Vznikla v červenci 2022 v souvislosti s vyčleněním provincie Papua na několik menších provincií. V roce 2024 zde žilo přibližně 1,47 milionu obyvatel. Hlavním městem provincie je město Wanggar, ačkoliv z hlediska počtu obyvatel je větší město Timika. Provincie na západě sousedí se Západní Papuou, na severu a severovýchodě s provincií Papua (jíž byla dříve součástí), na východě s Horskou Papuou a na jihovýchodě s Jižní Papuou. Téměř celou jižní hranici provincie tvoří Arafurské moře, část severní hranice potom sousedí se Cenderawasihským zálivem. 
Nedaleko hranice s Jižní Papuou leží Národní park Teluk Cenderawasih. Ve Střední Papuy se dále nachází nejvyšší indonéská hora Puncak Jaya (4 884 m n. m.) ležící v pohoří Jayawijaya, kde se nachází také měděný Důl Grasberg. Úředním jazykem v regionu je indonéština, nicméně v oblasti se hovoří také celou řadou dalších domorodých či méně rozšířených jazyků (v menší míře se zde používá například javánština). Asi 88 % obyvatel jsou křesťané (většinově protestanti), 12 % obyvatel vyznává islám. 